# Симметрия
Симме́три́я (др.-греч. συμμετρία = «соразмерность»; от συν- «совместно» + μετρέω «мерю»), в широком смысле — соответствие, неизменность (инвариантность), проявляемые при каких-либо изменениях, преобразованиях (например: положения, энергии, информации, другого). Так, например, сферическая симметрия тела означает, что вид тела не изменится, если его вращать в пространстве на произвольные углы (сохраняя центр на месте и если поверхность тела однородна). Двусторонняя симметрия означает, что правая и левая сторона относительно какой-либо плоскости выглядят одинаково.

Равнобедренный треугольник с зеркальной симметрией. Пунктирная линия является осью симметрии

Рисунок бабочки с двусторонней симметрией

Симметрия — основополагающий принцип самоорганизации материальных форм в природе и формообразования в искусстве. Отсутствие или нарушение симметрии называется асимметрией или диссимметрией.
Общие симметрийные свойства описываются с помощью теории групп.
Симметрии могут быть точными или приближёнными.

## Симметрия в геометрии

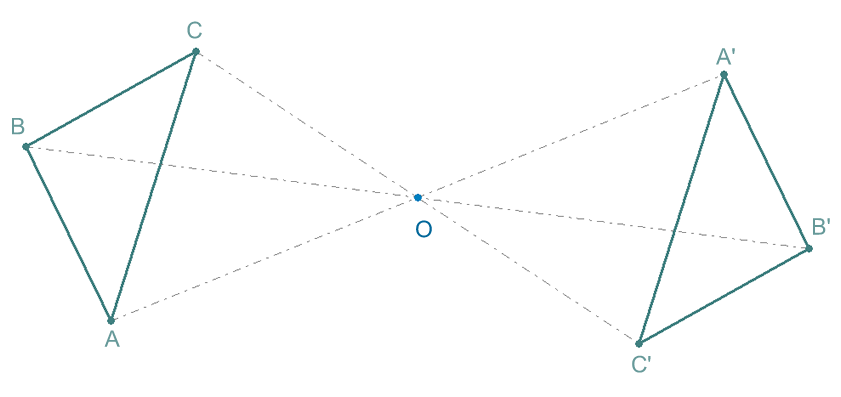
Два треугольника с точечной симметрией отражения в плоскости. Треугольник А’В’С может быть получен из треугольника ABC поворотом на 180 ° вокруг точки O.

Геометрическая симметрия — это наиболее известный тип симметрии для многих людей. Геометрический объект называется симметричным, если после того как он был преобразован геометрически, он сохраняет некоторые исходные свойства. Например, круг, повёрнутый вокруг своего центра, будет иметь ту же форму и размер, что и исходный круг. Поэтому круг называется симметричным относительно вращения (имеет осевую симметрию).
Виды симметрий, возможных для геометрического объекта, зависят от множества доступных геометрических преобразований и того, какие свойства объекта должны оставаться неизменными после преобразования.
Виды геометрических симметрий:
- Зеркальная симметрия
- Осевая симметрия
- Вращательная симметрия
- Центральная симметрия
- Скользящая симметрия
- Винтовая симметрия

### Зеркальная симметрия
Зеркальная симметрия или отражение— движение евклидова пространства, множество неподвижных точек которого является гиперплоскостью (в случае трехмерного пространства — просто плоскостью). Термин зеркальная симметрия употребляется также для описания соответствующего типа симметрии объекта, то есть, когда объект при операции отражения переходит в себя. Это математическое понятие в оптике описывает соотношение объектов и их (мнимых) изображений при отражении в плоском зеркале. Проявляется во многих законах природы (в кристаллографии, химии, физике, биологии и т. д.,

### Осевая симметрия
Фигура называется симметричной относительно прямой А, если для каждой точки фигуры симметричная ей точка относительно прямой А также принадлежит этой фигуре.

### Вращательная симметрия
Вращательная симметрия — термин, означающий симметрию объекта относительно всех или некоторых собственных вращений m-мерного евклидова пространства. Собственными вращениями называются разновидности изометрии, сохраняющие ориентацию. Таким образом, группа симметрии, отвечающая вращениям, есть подгруппа группы E+(m) (см. Евклидова группа).
Трансляционная симметрия может рассматриваться как частный случай вращательной — вращение вокруг бесконечно-удалённой точки. При таком обобщении группа вращательной симметрии совпадает с полной E+(m). Такого рода симметрия неприменима к конечным объектам, поскольку делает всё пространство однородным, однако она используется в формулировке физических закономерностей.
Совокупность собственных вращений вокруг фиксированной точки пространства образуют специальную ортогональную группу SO(m) — группу ортогональных матриц m×m с определителем, равным 1. Для частного случая m = 3 группа носит специальное название — группа вращений.
В физике инвариантность относительно группы вращений называется изотропностью пространства (все направления в пространстве равноправны) и выражается в инвариантности физических законов, в частности, уравнений движения, относительно вращений. Теорема Нётер связывает эту инвариантность с наличием сохраняющейся величины (интеграла движения) — углового момента.

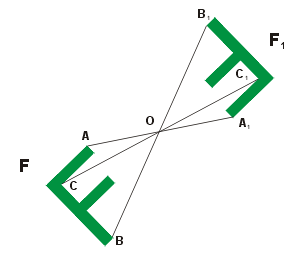
Центральная симметрия

### Симметрия относительно точки
Центра́льной симме́трией (иногда центра́льной инве́рсией) относительно точки A называют преобразование пространства, переводящее точку X в такую точку X′, что A — середина отрезка XX′. Центральная симметрия с центром в точке A обычно обозначается через {\displaystyle Z_{A}}, в то время как обозначение {\displaystyle S_{A}} можно перепутать с осевой симметрией. Фигура называется симметричной относительно точки A, если для каждой точки фигуры симметричная ей точка относительно точки A также принадлежит этой фигуре. Точка A называется центром симметрии фигуры. Говорят также, что фигура обладает центральной симметрией. Другие названия этого преобразования — симметрия с центром A. Центральная симметрия в планиметрии является частным случаем поворота, точнее, является поворотом на 180 градусов.

### Скользящая симметрия
Скользящая симметрия — изометрия евклидовой плоскости.
Скользящей симметрией называют композицию симметрии относительно некоторой прямой {\displaystyle l} и переноса на вектор, параллельный {\displaystyle l} (этот вектор может быть и нулевым). Скользящую симметрию можно представить в виде композиции 3 осевых симметрий (теорема Шаля).

## Симметрии в физике
| Симметрия в физике             | Симметрия в физике                    | Симметрия в физике               |
| Преобразование                 | Соответствующая инвариантность        | Соответствующий закон сохранения |
| ------------------------------ | ------------------------------------- | -------------------------------- |
| ↕ Трансляции времени           | Однородность времени                  | …энергии                         |
| ⊠ C, P, CP и T-симметрии       | Изотропность времени                  | …чётности                        |
| ↔ Трансляции пространства      | Однородность пространства             | …импульса                        |
| ↺ Вращения пространства        | Изотропность пространства             | …момента импульса                |
| ⇆ Группа Лоренца (бусты)       | Относительность лоренц-ковариантность | …движения центра масс            |
| ~ Калибровочное преобразование | Калибровочная инвариантность          | …заряда                          |

В теоретической физике поведение физической системы описывается некоторыми уравнениями. Если эти уравнения обладают какими-либо симметриями, то часто удаётся упростить их решение путём нахождения сохраняющихся величин (интегралов движения). Так, уже в классической механике формулируется теорема Нётер, которая каждому типу непрерывной симметрии сопоставляет сохраняющуюся величину. Из неё, например, следует, что инвариантность уравнений движения тела с течением времени приводит к закону сохранения энергии; инвариантность относительно сдвигов в пространстве — к закону сохранения импульса; инвариантность относительно вращений — к закону сохранения момента импульса.

### Суперсимметрия
Суперсимме́трия или симме́трия Ферми́ — Бозе́ — гипотетическая симметрия, связывающая бозоны и фермионы в природе. Абстрактное преобразование суперсимметрии связывает бозонное и фермионное квантовые поля, так что они могут превращаться друг в друга. Образно можно сказать, что преобразование суперсимметрии может переводить вещество во взаимодействие (или в излучение), и наоборот.
По состоянию на начало 2009 года суперсимметрия является физической гипотезой, не подтверждённой экспериментально. Совершенно точно установлено, что наш мир не является суперсимметричным в смысле точной симметрии, так как в любой суперсимметричной модели фермионы и бозоны, связанные суперсимметричным преобразованием, должны обладать одинаковыми массой, зарядом и другими квантовыми числами (за исключением спина). Данное требование не выполняется для известных в природе частиц. Предполагается, тем не менее, что существует энергетический лимит, за пределами которого поля подчиняются суперсимметричным преобразованиям, а в рамках лимита — нет. В таком случае частицы-суперпартнёры обычных частиц оказываются очень тяжёлыми по сравнению с обычными частицами. Поиск суперпартнёров обычных частиц — одна из основных задач современной физики высоких энергий. Ожидается, что Большой адронный коллайдер сможет открыть и исследовать суперсимметричные частицы, если они существуют, или поставить под большое сомнение суперсимметричные теории, если ничего не будет обнаружено.

### Трансляционная симметрия
Трансляционная симметрия — тип симметрии, при которой свойства рассматриваемой системы не изменяются при сдвиге на определённый вектор, который называется вектором трансляции. Например, однородная среда совмещается сама с собой при сдвиге на любой вектор, поэтому для неё свойственна трансляционная симметрия.
Трансляционная симметрия свойственна также для кристаллов. В этом случае векторы трансляции не произвольны, хотя их существует бесконечное число. Среди всех векторов трансляций кристаллической решётки можно выбрать 3 линейно независимых таким образом, что любой другой вектор трансляции был бы целочисленно-линейной комбинацией этих трёх векторов. Эти три вектора составляют базис кристаллической решётки.
Теория групп показывает, что трансляционная симметрия в кристаллах совместима только с поворотами на углы θ=2π/n, где n может принимать значения 1, 2, 3, 4, 6.
При повороте на углы 180, 120, 90, 60 градусов положение атомов в кристалле не меняется. Говорят, что кристаллы имеют ось вращения n-го порядка.[уточнить]
Перенос в плоском четырёхмерном пространстве-времени не меняет физических законов. В теории поля трансляционная симметрии, согласно теореме Нётер, соответствует сохранению тензора энергии-импульса. В частности, чисто временные трансляции соответствуют закону сохранения энергии, а чисто пространственные сдвиги — закону сохранения импульса.

## Симметрии в биологии

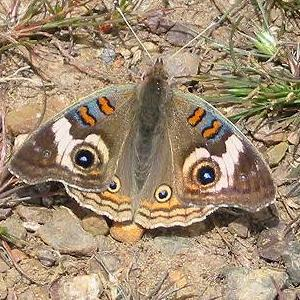
Сложные узоры на крыльях бабочки являются одним из примеров двусторонней симметрии

Симметрия в биологии — это закономерное расположение подобных (одинаковых, равных по размеру) частей тела или форм живого организма, совокупности живых организмов относительно центра или оси симметрии. Тип симметрии определяет не только общее строение тела, но и возможность развития систем органов животного. Строение тела многих многоклеточных организмов отражает определённые формы симметрии. Если тело животного можно мысленно разделить на две половины, правую и левую, то такую форму симметрии называют билатеральной. Этот тип симметрии свойственен подавляющему большинству видов, а также человеку. Если тело животного можно мысленно разделить не одной, а несколькими плоскостями симметрии на равные части, то такое животное называют радиально-симметричным. Этот тип симметрии встречается значительно реже.
Асимметрия — отсутствие симметрии. Иногда этот термин используется для описания организмов, лишённых симметрии первично, в противоположность диссимметрии — вторичной утрате симметрии или отдельных её элементов.
Понятия симметрии и асимметрии обратны. Чем более симметричен организм, тем менее он асимметричен и наоборот. Небольшое количество организмов полностью асимметричны. При этом следует различать изменчивость формы (например у амёбы) от отсутствия симметрии. В природе и, в частности, в живой природе симметрия не абсолютна и всегда содержит некоторую степень асимметрии. Например, симметричные листья растений при сложении пополам в точности не совпадают.
У биологических объектов встречаются следующие типы симметрии:
- сферическая симметрия — симметричность относительно вращений в трёхмерном пространстве на произвольные углы.
- аксиальная симметрия (радиальная симметрия, симметрия вращения неопределённого порядка) — симметричность относительно поворотов на произвольный угол вокруг какой-либо оси.
  - симметрия вращения n-го порядка — симметричность относительно поворотов на угол 360°/n вокруг какой-либо оси.
- двусторонняя (билатеральная) симметрия — симметричность относительно плоскости симметрии (симметрия зеркального отражения).
- трансляционная симметрия — симметричность относительно сдвигов пространства в каком-либо направлении на некоторое расстояние (её частный случай у животных — метамерия (биология)).
- триаксиальная асимметрия — отсутствие симметрии по всем трём пространственным осям.

### Радиальная симметрия
В биологии о радиальной симметрии говорят, когда через трёхмерное существо проходят одна или более осей симметрии. При этом радиальносимметричные животные могут и не иметь плоскостей симметрии. Так, у сифонофоры Velella имеется ось симметрии второго порядка и нет плоскостей симметрии
Обычно через ось симметрии проходят две или более плоскости симметрии. Эти плоскости пересекаются по прямой — оси симметрии. Если животное будет вращаться вокруг этой оси на определённый градус, то оно будет отображаться само на себе (совпадать само с собой). Таких осей симметрии может быть несколько (полиаксонная симметрия) или одна (монаксонная симметрия). Полиаксонная симметрия распространена среди протистов (например, радиолярий).
Как правило, у многоклеточных животных два конца (полюса) единственной оси симметрии неравноценны (например, у медуз на одном полюсе (оральном) находится рот, а на противоположном (аборальном) — верхушка колокола. Такая симметрия (вариант радиальной симметрии) в сравнительной анатомии называется одноосно-гетеропольной. В двухмерной проекции радиальная симметрия может сохраняться, если ось симметрии направлена перпендикулярно к проекционной плоскости. Иными словами, сохранение радиальной симметрии зависит от угла наблюдения.
Радиальная симметрия характерна для многих стрекающих, а также для большинства иглокожих. Среди них встречается так называемая пентасимметрия, базирующаяся на пяти плоскостях симметрии. У иглокожих радиальная симметрия вторична: их личинки двустороннесимметричны, а у взрослых животных наружная радиальная симметрия нарушается наличием мадрепоровой пластинки.
Кроме типичной радиальной симметрии существует двулучевая радиальная симметрия (две плоскости симметрии, к примеру, у гребневиков). Если плоскость симметрии только одна, то симметрия билатеральная (такую симметрию имеют животные из группы Bilateria).
У цветковых растений часто встречаются радиальносимметричные цветки: 3 плоскости симметрии (водокрас лягушачий), 4 плоскости симметрии (лапчатка прямая), 5 плоскостей симметрии (колокольчик), 6 плоскостей симметрии (безвременник). Цветки с радиальной симметрией называются актиноморфные, цветки с билатеральной симметрией — зигоморфные.

### Билатеральная симметрия
Билатера́льная симме́трия (двусторонняя симметрия) — симметрия зеркального отражения, при которой объект имеет одну плоскость симметрии, относительно которой две его половины зеркально симметричны. Если на плоскость симметрии опустить перпендикуляр из точки A и затем из точки О на плоскости симметрии продолжить его на длину AО, то он попадёт в точку A1, во всём подобную точке A. Ось симметрии у билатерально симметричных объектов отсутствует. У животных билатеральная симметрия проявляется в схожести или почти полной идентичности левой и правой половин тела. При этом всегда существуют случайные отклонения от симметрии (например, различия в папиллярных линиях, ветвлении сосудов и расположении родинок на правой и левой руках человека). Часто существуют небольшие, но закономерные различия во внешнем строении (например, более развитая мускулатура правой руки у праворуких людей) и более существенные различия между правой и левой половиной тела в расположении внутренних органов. Например, сердце у млекопитающих обычно размещено несимметрично, со смещением влево.
У животных появление билатеральной симметрии в эволюции связано с ползанием по субстрату (по дну водоема), в связи с чем появляются спинная и брюшная, а также правая и левая половины тела. В целом среди животных билатеральная симметрия более выражена у активно подвижных форм, чем у сидячих.
Билатеральная симметрия свойственна всем достаточно высокоорганизованным животным, кроме иглокожих. В других царствах живых организмов билатеральная симметрия свойственна меньшему числу форм. Среди протистов она характерна для дипломонад (например, лямблий), некоторых форм трипаносом, бодонид, раковинок многих фораминифер. У растений билатеральную симметрию имеет обычно не весь организм, а его отдельные части — листья или цветки. Билатерально симметричные цветки ботаники называют зигоморфными.

## Симметрия в химии
Симметрия важна для химии, так как она объясняет наблюдения в спектроскопии, квантовой химии и кристаллографии.
Кристаллографическая точечная группа симметрии — это точечная группа симметрии, которая описывает макросимметрию кристалла. Поскольку в кристаллах допустимы оси (поворотные и несобственного вращения) только 1, 2, 3, 4 и 6 порядков, из всего бесконечного числа точечных групп симметрии только 32 относятся к кристаллографическим.
Анизотропия (от др.-греч. ἄνισος — неравный и τρόπος — направление) — различие свойств среды (например, физических: упругости, электропроводности, теплопроводности, показателя преломления, скорости звука или света и др.) в различных направлениях внутри этой среды; в противоположность изотропии. Причиной анизотропности кристаллов является то, что при упорядоченном расположении атомов, молекул или ионов силы взаимодействия между ними и межатомные расстояния (а также некоторые не связанные с ними прямо величины, например, поляризуемость или электропроводность) оказываются неодинаковыми по различным направлениям. Причиной анизотропии молекулярного кристалла может быть также асимметрия его молекул. Макроскопически эта неодинаковость проявляется, как правило, лишь если кристаллическая структура не слишком симметрична.

Симметрия в религиозных символах: ряд 1. христианском, иудейском, даосийском; ряд 2. исламском, буддийском, синтоистском; ряд 3. сикхском, в вере Бахаи, индуистском.

## Симметрия в религии и культуре
Предполагается, что тенденция людей видеть цель в симметрии, является одной из причин, почему симметрия часто является неотъемлемой частью символов мировых религий. Вот лишь некоторые из многих примеров, изображённые на рисунке справа.
Люди наблюдают симметричную природу (также включающую асимметричный баланс) социального взаимодействия в различных контекстах. Они включают оценки взаимности, эмпатии, извинения, диалога, уважения, справедливости и мести. Симметричные взаимодействия посылают сигналы «мы одинаковые», а асимметричные взаимодействия выражают мысль «я особый, лучше, чем ты». Взаимоотношения со сверстниками строятся на основе симметрии, а властные отношения — на асимметрии.

## Другие виды симметрий
Типы симметрий, встречающиеся в математике и в естественных науках:
- симметрия n-го порядка — симметричность относительно поворотов на угол 360°/n вокруг какой-либо оси. Описывается группой Zn;
- лоренц-инвариантность — симметричность относительно произвольных вращений в пространстве-времени Минковского;
- калибровочная инвариантность — независимость вида уравнений калибровочных теорий в квантовой теории поля (в частности, теорий Янга — Миллса) при калибровочных преобразованиях;
- высшая симметрия — симметрия в групповом анализе;
- кайносимметрия — явление электронной конфигурации (термин введён С. А. Щукаревым, открывшим его), которым обусловлена вторичная периодичность (открыта Е. В. Бироном).
- Группа симметрии некоторого объекта (многогранника или множества точек из метрического пространства) ― группа всех движений, для которых данный объект является инвариантом, с композицией в качестве групповой операции.
- Симметрическая группа — группа всех перестановок заданного множества {\displaystyle X} (то есть биекций {\displaystyle X\to X}) относительно операции композиции.

## Асимметрия
Асимметрией (др.-греч. ασυμμετρία, дословно — «несоразмерность» от μετρέω «измеряю») можно считать любое нарушение симметрии. Чаще всего термин употребляется в отношении зрительных объектов и в изобразительном искусстве. В художественном творчестве асимметрия может выступать (и очень часто выступает) в качестве одного из основных средств формообразования (или композиции). Одно из близких понятий в искусстве — аритмия.
В связи с постоянным делением клеток в организме асимметрия в организмах является обычным явлением по крайней мере в одном измерении наравне с биологической симметрией (также см. Межполушарная асимметрия). Луи Пастер полагал, что биологические молекулы асимметричны из-за космических [то есть физических] сил, которые осуществляют контроль над их формированием, закладывая свойства (асимметричность), аналогичные своим. Хоть и в его время, и даже сейчас, симметрии в физических процессах придаётся большее значение, так же известны фундаментальные физические асимметрии, начиная с времени.
Существует понятие «преобладающая рука», означающее асимметрию в развитии навыков людей и животных. Тренировка нервных путей во время обучения навыку с одной рукой (лапой) занимает меньше времени, чем та же тренировка с двумя.
Понятие асимметрии существует также в физике (Барионная асимметрия Вселенной, Омическая асимметрия, Ёмкостная асимметрия), математике (Коэффициент асимметрии, Асимметричное отношение, Асимметрический атом, Асимметричная криптография) архитектуре и т. д.